# 亚历山大·尼古拉耶维奇·扎伊采夫 (政治人物)
亚历山大·尼古拉耶维奇·扎伊采夫（羅馬化：Aleksandr Nikolayevich Zaytsev；1953年4月20日—）是俄罗斯政治人物，第一届国家杜马议员。
1975年，他毕业于莫斯科国立师范学院，获得了历史学学位。他担任社会研究和历史教师。他也曾在武装部队服役。
1993年。他当选为第一届国家杜马代表。在国家杜马，他是预算、税收、银行和金融委员会的成员。扎伊采夫是俄罗斯联邦共产党党员。
自1996年起，他一直在全俄罗斯中小企业企业家联盟担任理事会副主席。

## 荣誉
- 战功奖章[2]